# Оксид рения(IV)
Оксид рения(IV) — неорганическое соединение, оксид металла рения с формулой ReO2, серо-чёрные кристаллы, не растворимые в воде, образует гидраты.

## Получение
- Разложение при нагревании оксида рения(VII):

{\displaystyle {\mathsf {2Re_{2}O_{7}\ {\xrightarrow {300^{o}C,vacuum}}\ 4ReO_{2}+3O_{2}}}}
- Конпропорционирование оксида рения(VII):

{\displaystyle {\mathsf {2Re_{2}O_{7}+3Re\ {\xrightarrow {500-650^{o}C}}\ 7ReO_{2}}}}
- Разложение при нагревании перрената аммония:

{\displaystyle {\mathsf {2NH_{4}ReO_{4}\ {\xrightarrow {365-400^{o}C,vacuum}}\ 2ReO_{2}+N_{2}+4H_{2}O}}}
- Гидролиз хлорида рения(IV):

{\displaystyle {\mathsf {ReCl_{4}+(n+2)H_{2}O\ {\xrightarrow {}}\ ReO_{2}\cdot nH_{2}O\downarrow +4HCl}}}
- Гидролиз хлорида рения(V):

{\displaystyle {\mathsf {3ReCl_{5}+(2n+8)H_{2}O\ {\xrightarrow {}}\ 2(ReO_{2}\cdot nH_{2}O)\downarrow +HReO_{4}+15HCl}}}

## Физические свойства
Оксид рения(IV) образует при синтезе ниже 300°С α-ReO2 — серо-чёрные кристаллы моноклинной сингонии, параметры ячейки a = 0,558 нм, b = 0,481 нм, c = 0,558 нм, β = 120,9°, Z = 4.
При синтезе ReO2 выше температуры 300°С или при нагревании α-ReO2 выше этой температуры, он необратимо переходит в фазу β-ReO2 — ромбическая сингония, пространственная группа P bcn, параметры ячейки a = 0,48094 нм, b = 0,56433 нм, c = 0,46007 нм, Z = 4.
Обе кристаллические модификации являются парамагнетиками, имеют металлический тип проводимости.
Не растворяется в воде, из растворов осаждается в виде гидрата ReO2•n H2O, из которого при высушивании в определённых условиях можно получить Re(OH)4.

## Химические свойства
- Разлагается при нагревании:

{\displaystyle {\mathsf {7ReO_{2}\ {\xrightarrow {850^{o}C,vacuum}}\ 3Re+2Re_{2}O_{7}}}}
- Из гидрата при сушке можно получить различные продукты:

{\displaystyle {\mathsf {ReO_{2}\cdot nH_{2}O\ {\xrightarrow {120^{o}C,vacuum}}\ Re(OH)_{4}+(n-2)H_{2}O}}}
{\displaystyle {\mathsf {ReO_{2}\cdot nH_{2}O\ {\xrightarrow {500^{o}C,vacuum}}\ ReO_{2}+nH_{2}O}}}
- Реагирует с концентрированными кислотами:

{\displaystyle {\mathsf {ReO_{2}+6HCl\ {\xrightarrow {}}\ H_{2}[ReCl_{6}]+2H_{2}O}}}
- Окисляется концентрированной горячей азотной кислотой:

{\displaystyle {\mathsf {ReO_{2}+3HNO_{3}\ \xrightarrow {90^{o}C} \ HReO_{4}+3NO_{2}\uparrow +H_{2}O}}}
- С гидроксидами или оксидами щелочных металлов образует рениты:

{\displaystyle {\mathsf {ReO_{2}+2NaOH\ {\xrightarrow {}}\ Na_{2}ReO_{3}+H_{2}O}}}
- Окисляется кислородом воздуха:

{\displaystyle {\mathsf {4ReO_{2}+3O_{2}+H_{2}O\ {\xrightarrow {\tau }}\ 4HReO_{4}}}}
{\displaystyle {\mathsf {4ReO_{2}+3O_{2}+4NaOH\ {\xrightarrow {325-375^{o}C}}\ 4NaReO_{4}+2H_{2}O}}}
{\displaystyle {\mathsf {4ReO_{2}+3O_{2}\ {\xrightarrow {400^{o}C}}\ 2Re_{2}O_{7}}}}
- Окисляется концентрированной перекисью водорода:

{\displaystyle {\mathsf {2ReO_{2}+3H_{2}O_{2}\ {\xrightarrow {}}\ 2HReO_{4}+2H_{2}O}}}
- Окисляется хлором:

{\displaystyle {\mathsf {2ReO_{2}+3Cl_{2}+4H_{2}O\ {\xrightarrow {}}\ 2HReO_{4}+6HCl}}}
- Восстанавливается водородом:

{\displaystyle {\mathsf {ReO_{2}+2H_{2}\ {\xrightarrow {400-700^{o}C}}\ Re+2H_{2}O}}}